# Likovi iz Cosby showa
Ovdje je dio popisa likova iz američke serije Cosby Show

## Heathcliff "Cliff" Huxtable
Heathcliff "Cliff" Huxtable (Bill Cosby) živi u Brooklynu, New York. Rođen je u 1937. i odrastao u Filadeldiji.  Tijekom školovanja, Bio je atletičar. Oženjen je za Clair Hanks Huxtable. Imaju 5 djece, Sondra, Denise, Theodore, Vanessa, i Rudy. Uživa u glasnoj glazbi i fast foodu. 
U pilot epizodi, Cosbyev lik zvao se is Clifford, ali se promijenilo u Heathcliff, kraće Cliff
Lik je baziran na samome Cosbyu koji ga i glumi. 

## Clair Olivia Hanks Huxtable
Clair Huxtable (Phylicia Rashād) je vrlo elegantna Cliffova žena. Clair je živahna i vrlo poštena pravnica. Malo je mlađa od Cliffa ali njena prava dob nikad nije spomenuta. Rođena je između 1939. i 1944. Studirala je s Cliffom na Hillmanu. Dobra je majka i kućanica, ali pravnica. Prema izboru jednog američkog magazina najbolja je televizijska majka.
Lik je baziran na temelju Cosbyeve supruge, Camille Olivia Hanks Cosby.

## Sondra Huxtable Tibideaux:
- rod: žena
- boja očiju: crna
- boja kose: crna
- glumac: Sabrina Le Beauf
- prvo pojavljivanje: 1.sezona
- opis: Sondra Huxtable( kasnije Tibideaux ) najstarija je Cliffova i Clairina kćer. Na početku serije ima 20 godina. Kasnije se udaje za Elvina Tibideauxa i imaju djecu Nelsona i Winnie Tibideaux.

## Denise Huxtable Kendall:
- rod: žena
- boja očiju: crna
- boja kose: crna
- glumac: Lisa Bonet
- prvo pojavljivanje: 1.sezona
- opis: Denise Huxtable( kasnije Kendall )je druga najstarija Cliffova i Clairina kćer. Na početku serije ima 16 godina. Kasnije se udaje za Martin Kendalla i prihvaća njegovu izvanbračnu kćer Oliviu.

## Theodore "Theo" Huxtable:
- rod: muškarac
- boja očiju: crna
- boja kose: crna
- glumac: Malcolm-Jamal Warner
- prvo pojavljivanje: 1.sezona
- opis: Theo Huxtable je jedini Cliffov i Clairin sin. On je treće dijete u obitelji. Na početku serije ima 13 godina.

## Vanessa Huxtable:
- rod: žena
- boja očiju: crna
- boja kose: crna
- glumac: Tempestt Bledsoe
- prvo pojavljivanje: 1.sezona
- opis: Vanessa Huxtableje treća Cliffova i Clairina kćer, a četvrto dijete u obitelji. Na početku serije ima 11 godina. Mislila se udati za Dabnisa, njezinog dečka, no nije jer su prekinuli.

## Rudy Huxtable:
- rod: žena
- boja očiju: crna
- boja kose: crna
- glumac: Keshia Knight Pulliam
- prvo pojavljivanje: 1.sezona
- opis: Rudy Huxtable je najmlađe Cliffovo i Clairino dijete. Na početku serije ima 5 godina. Svog prijatelja Kennyja nazvala je Bud, a kasnije se zaljubila u Stanlyja.

## Elvin Tibideaux:
- rod: muškarac
- boja očiju: smeđa
- boja kose: crna
- glumac: Geoffrey Owens
- prvo pojavljivanje: 4.sezona
- opis: Elvin Tibideaux je Sondrin suprug i otac Nelsona i Winnie.

## Martin Kendall:
- rod: muškarac
- boja očiju: smeđa
- boja kose: crna
- glumac: Joseph J.Philips
- prvo pojavljivanje: 6.sezona
- opis: Martin Kendall je Denisein suprug. Ima izvanbračnu kćer Oliviu.

## Olivia Kendall:
- rod: žena
- boja očiju: crna
- boja kose: crna
- glumac: Raven-Symone
- prvo pojavljivanje: 6. sezona
- opis: Olivia Kendall je Martinova kćer. Dijeli sobu s Rudy koja bi je najradije istukla.

## Pam Tucker:
- rod:žena
- boja očiju: smeđa
- boja kose: crna
- glumac: Erika Alexander
- prvo pojavljivanje: 7.sezona
- opis: Pam Tucker je Clairina rođakinja.